# Meridiano 95 W
O meridiano 95 W é um meridiano que, partindo do Polo Norte, atravessa o Oceano Ártico, América do Norte, Golfo do México, Oceano Pacífico, Oceano Antártico, Antártida e chega ao Polo Sul. Forma um círculo máximo com o Meridiano 85 E.
Este meridiano serviu de referência para a composição da "fronteira índia", estabelecida na "Lei para regulamentar o comércio e as relações com as tribos índias e preservar a paz nas fronteiras". Dessa forma, o meridiano acabou definindo também as fronteiras dos Estados de Minnesota, Iowa, Missouri, Arkansas e Louisiana.
Começando no Polo Norte, o meridiano 95 Oeste tem os seguintes cruzamentos:
| País, território ou mar | Notas                                                                                       |
| ----------------------- | ------------------------------------------------------------------------------------------- |
| Oceano Ártico           |                                                                                             |
| Canadá                  | Nunavut - Ilha de Axel Heiberg, Ilha de Bjarnason e Ilha de Axel Heiberg pela 2.ª vez       |
| Massey Sound            |                                                                                             |
| Canadá                  | Nunavut - Ilha de Amund Ringnes                                                             |
| Estreito de Hendriksen  |                                                                                             |
| Canadá                  | Nunavut - Ilha Cornwall                                                                     |
| Canal de Belcher        |                                                                                             |
| Canadá                  | Nunavut - Ilha de Devon                                                                     |
| Canal Queens            |                                                                                             |
| Canadá                  | Nunavut - Ilha Dundas                                                                       |
| Canal Queens            | Passa a oeste da Ilha Baillie-Hamilton, Nunavut, Canadá                                     |
| Canadá                  | Nunavut - Ilha Cornwallis                                                                   |
| Canal de Parry          | Estreito de Barrow - passa a oeste da Ilha Griffith, Nunavut, Canadá                        |
| Canadá                  | Nunavut - Ilha Somerset e Península de Boothia (continente)                                 |
| Estreito de Rae         | Passa a leste da Ilha do Rei Guilherme, Nunavut, Canadá                                     |
| Canadá                  | Nunavut - continente Manitoba Ontário                                                       |
| Estados Unidos          | Minnesota - Northwest Angle                                                                 |
| Lago dos Bosques        |                                                                                             |
| Estados Unidos          | Minnesota Iowa Missouri Kansas Missouri Kansas Oklahoma Texas - continente e Ilha Galveston |
| Golfo do México         |                                                                                             |
| México                  | Veracruz Oaxaca                                                                             |
| Oceano Pacífico         |                                                                                             |
| Oceano Antártico        |                                                                                             |
| Antártida               | Território não reclamado                                                                    |